# Praxinoskop

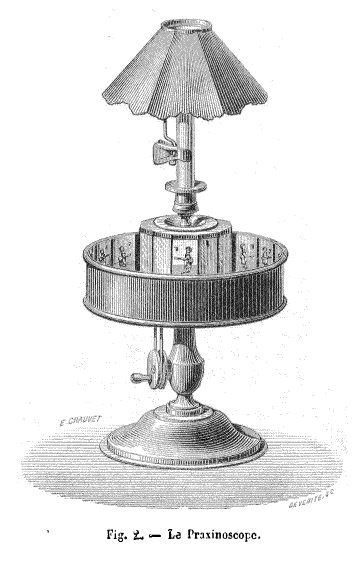
Praxinoskop 1879

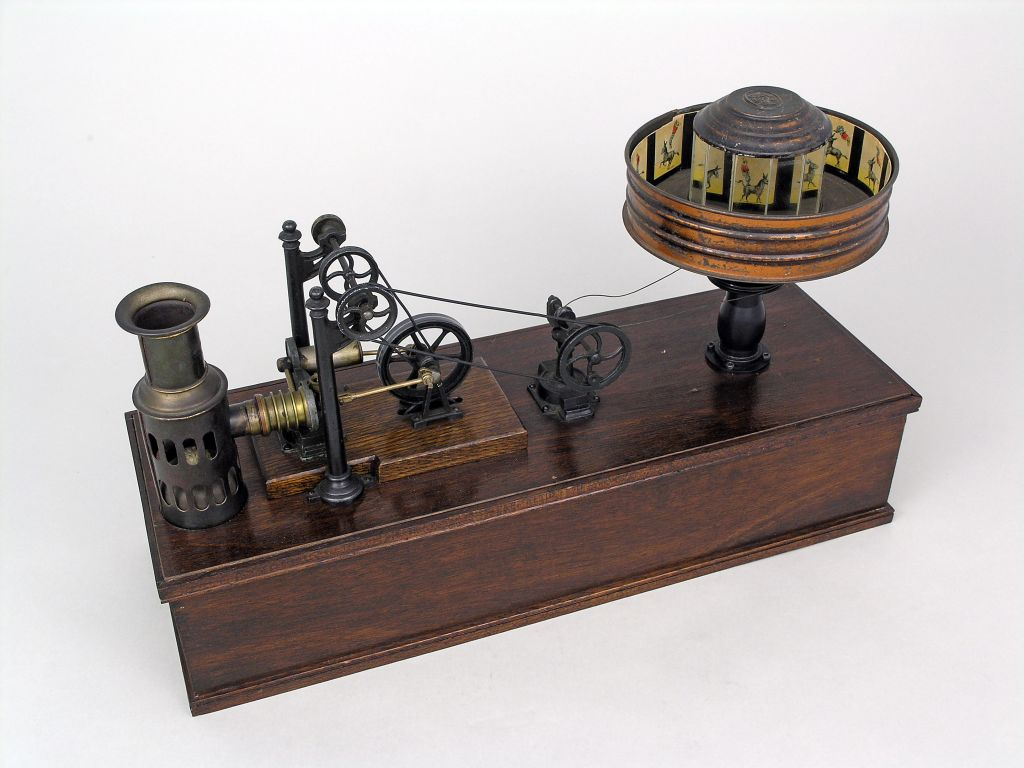
Ein Praxinoskop von Ernst Plank, Nürnberg, angetrieben von einem Heißluftmotor (heute im Thinktank des Birmingham Science Museum)

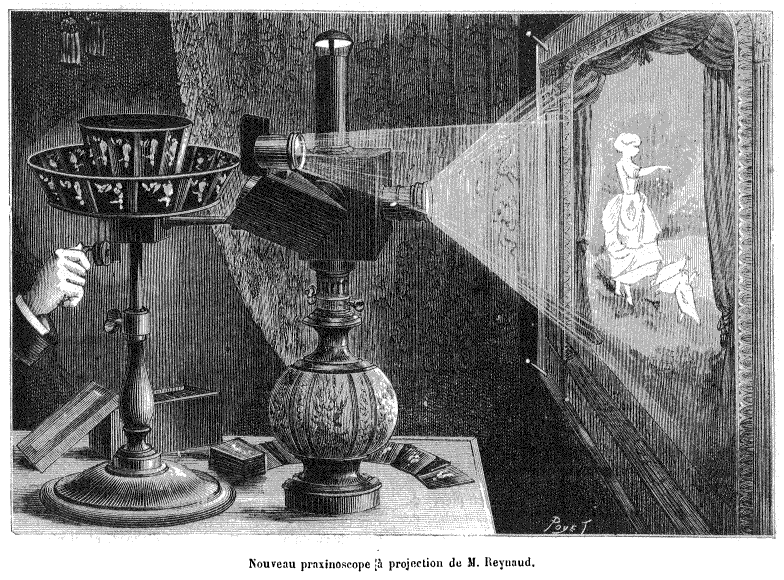
Émile Reynaud führt sein Praxinoskop vor (1882)

Das Praxinoskop ist ein von Émile Reynaud um 1877 entwickeltes Vorläuferverfahren der Kinematographie, bei dem mittels einer Spiegelanordnung die Dunkelpausen zwischen den Bildern ausgeschaltet werden. 1892 konnte so mit Bildbändern eine Projektionsdauer von 15 Minuten erreicht werden.
Im Ursprungszustand ist das Praxinoskop (die sogenannte „Zaubertrommel“) ein flacher rotierender, oben offener Zylinder etwa von der Größe einer Schallplatte. Seine gebogene Außenwand ist etwa 10 cm hoch. Auf deren Innenseite wird ein Bildstreifen mit meist 8 oder 12 Bildern eines zyklischen Bewegungsablaufs angebracht. In der Mitte des Zylinders steht ein Prisma mit – in einem regelmäßigen Vieleck angeordneten – Spiegeln. Die Anzahl der Spiegel (Anzahl der Seitenflächen des Prismas) und die Anzahl der Bilder des Filmstreifens müssen sich entsprechen. Der mittlere Radius des Spiegelprismas beträgt genau die Hälfte des Radius zur Bildwand am Zylindermantel. Somit werden die Bilder von der Innenwand der Trommel genau zur Mitte gespiegelt, wo sie dann trotz rotierender Trommel für den Betrachter stillzustehen und sich fließend zu wechseln scheinen. Ein ruhiger Bewegungsablauf entsteht.
Mit einer durchsichtigen Außenwand, über die ein langer Bildstreifen geführt wird, lässt sich anstatt der zyklischen Bewegung ein längerer Film zeigen.
Das Praxinoskop ist eine Weiterentwicklung des älteren Zoetrops.

## Zeittafel
- ab 1600: Daumenkino – Abblätterbuch mit Einzelbildern
- ab 1671: Laterna magica – Zauberlaterne: frühes Gerät zur Bildprojektion
- ab 1825: Thaumatrop – Wunderscheibe mit zwei Fäden
- ab 1830: Phenakistiskop – Phantaskop, Wunderrad oder Lebensrad
- ab 1832: Stroboskop – Zauberscheiben: Blitzgerät
- ab 1834: Zoetrop – Wundertrommel mit Schlitzen
- ab 1861: Mutoskop – Stereoanimationsblätterer per Stroboskop
- ab 1877: Praxinoskop – Elektrischer Schnellseher mittels Spiegelanordnung
- ab 1879: Zoopraxiskop – Projektionsgerät für chronofotografisch erzeugte Reihenbilder
- ab 1880: Kaiserpanorama – populäres Massenmedium mit stereoskopischen Bilderserien
- ab 1886: Elektrotachyscop – Projektionsgerät für Reihenbilder
- ab 1891: Kinetoskop – erster Filmbetrachter